# Шахаби, Хусейн
Хусейн Шахаби (перс. حسین شهابی‎; 28 ноября 1967, Тебриз — 22 января 2023, Кередж) — иранский кинематографист (режиссёр, сценарист, продюсер и композитор).
Получил высшее образование по классической музыке в Тегеранском университете, после чего несколько лет преподавал музыку и насталик. Начал карьеру в 1996 году с короткометражного фильма Hundred Times Hundred, принесшего ему дипломы за лучший фильм и режиссуру на Иранском кинофестивале, посвященном столетию кинематографа. В последующие годы он снял ряд короткометражек и выступил в качестве режиссёра нескольких телефильмов, включая The Photo (2001) и For the Sake of Mehdi (2012). Его первый фильм, выпущенный в широкий прокат, Bright Day (2013) повествует об воспитательнице детского сада, которая отправляется на поиски свидетеля убийства, чтобы спасти отца своей воспитанника от смертной казни. Картина была впервые показана на международном кинофестивале «Фаджр» в Тегеране и получила признание критиков и аудитории. Фильм также был удостоен специального упоминания на кинофестивале в Мар-дель-Плате.
Другой его фильм The Sale (2014), рассказывает о женщине, вынужденной продать всё своё имущество, чтобы вызволить из тюрьмы мужа, посаженного за неспособность выплатить приданое-махр своей второй жене.

## Фильмография
Короткометражные и экспериментальные фильмы
| Год  |   | Русское название  | Оригинальное название | Роль                                                |
| ---- | - | ----------------- | --------------------- | --------------------------------------------------- |
| 2000 | ф | Война и сокровище | جنگ وگنج              | режиссёр, продюсер, сценарист, композитор, монтажёр |
| 2001 | ф | Фото              | عکس                   | режиссёр, сценарист, композитор, монтажёр           |

Полнометражные кинофильмы
| Год  |   | Русское название | Оригинальное название | Роль                                                |
| ---- | - | ---------------- | --------------------- | --------------------------------------------------- |
| 2012 | ф | Ради Махди       | به خاطر مهدی          | режиссёр, продюсер, сценарист, композитор, монтажёр |
| 2013 | ф | Светлый день     | روز روشن              | режиссёр, сценарист, композитор                     |
| 2014 | ф | Аукцион          | حراج                  | режиссёр, продюсер, сценарист, композитор, монтажёр |
| 2016 | ф | Период рака      | دوران سرطانی          | режиссёр, продюсер, сценарист, композитор, монтажёр |

## Награды и участие в кинофестивалях
- Приз «Хрустальный симург» за лучший сценарий на Международном кинофестивале «Фаджр» — Bright Day
- Специальное упоминание на кинофестивале в Мар-дель-Плате — Bright Day[7][9]
- Номинация на премию «Астор» за лучший фильм кинофестиваля в Мар-дель-Плате — Bright Day[10][11]
- участник 24-го Ежегодного фестиваля фильмов Ирана в Чикаго — Bright Day[12]
- участник 21-го Ежегодного фестиваля Иранских фильмов в Хьюстоне — Bright Day[13]
- участник 20-го Ежегодного фестиваля фильмов Ирана в Бостоне — Bright Day[14][15]
- участник 3-го Международного фестиваля персидских фильмов в Сиднее — Bright Day[4]
- Премия Серебряный Фазан (хинди Rajatha Chakoram) за лучший режиссёрский дебют на 19-м Международном кинофестивале Кералы, Индия (2014) — Bright Day[16].